# Arnaltz Guisasola
Arnaltz Guisasola Olaeta (Guernica), 1977) es un miembro de la organización terrorista Euskadi Ta Askatasuna, detenido el 28 de diciembre de 2005 en la localidad francesa de Tournon-Saint-Pierre junto a Mikel Larrañaga Altuna, en el departamento de Indre. Viajaba en una furgoneta que había sido sustraída unas horas antes en el departamento de Vienne y portaba documentación falsa. En ese momento estaba en búsqueda y captura en España desde 2002. Cumplió condena en Francia y en junio de 2010 fue enviado a España para cumplir una condena de cinco años por delito de terrorismo por los había sido condenado por la Audiencia Nacional.